# Alex Fridman

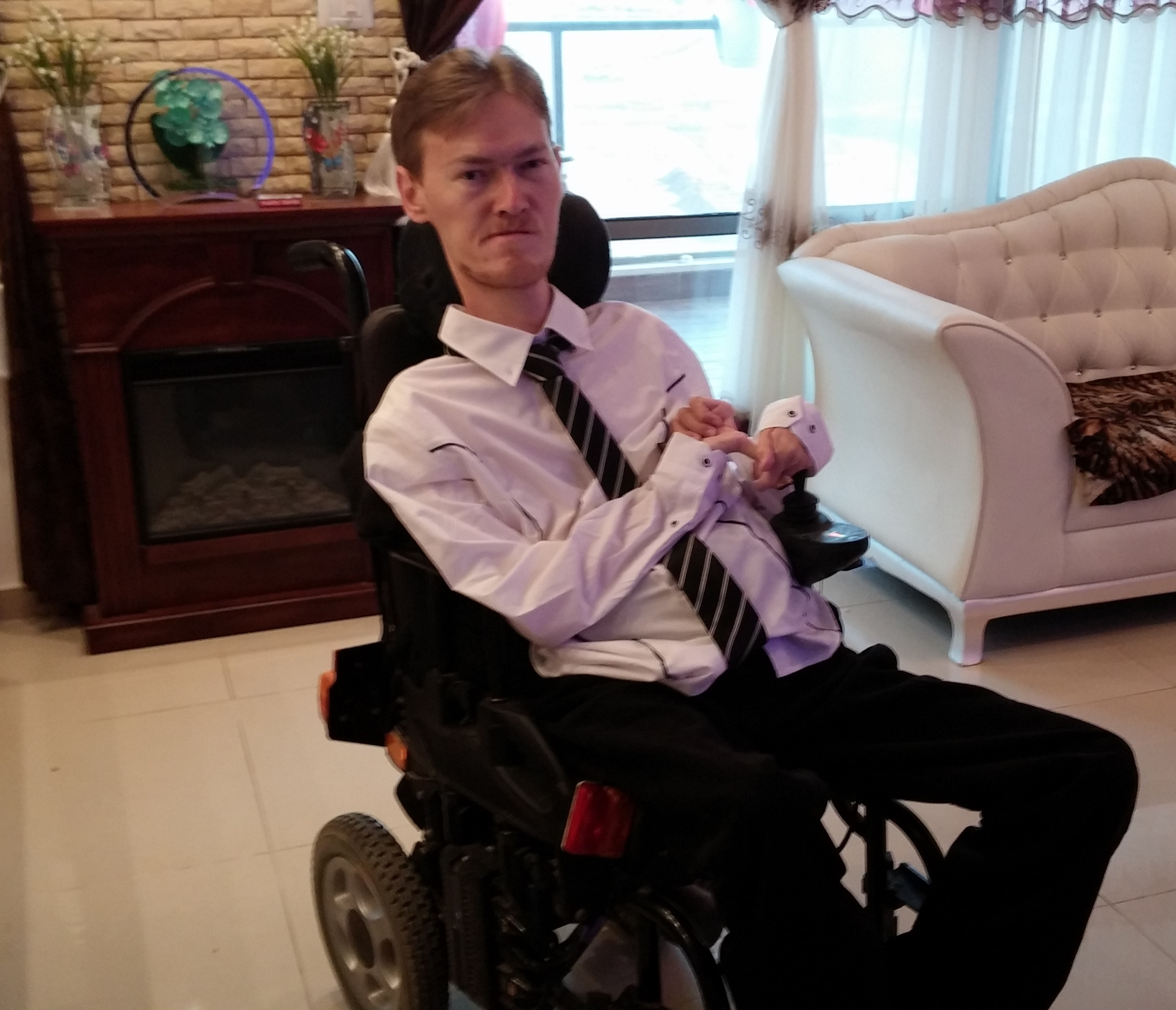
Alex Fridman, 2015

Alex Fridman (hebräisch אלכס פרידמן; geboren am 5. April 1988 in Pinsk, Weißrussische SSR, Sowjetunion) ist ein israelischer Aktivist für die Rechte von Menschen mit Behinderungen, der die Vereinigung „Behindert, nicht halb ein Mensch“ (hebräisch נכה, לא חצי בן אדם) gründete, die darauf abzielte, die Behindertenrenten in Israel zu erhöhen.

## Frühes Leben
Fridman wurde in Pinsk, heute Belarus, geboren. 1990, im Alter von zwei Jahren, emigrierte er mit seiner Familie nach Israel. Als Kind hatte er ernsthafte gesundheitliche Probleme, und 1996 wurde bei ihm die Spinale Muskelatrophie diagnostiziert. Im Laufe der Jahre führte diese Krankheit zur Lähmung fast seines gesamten Körpers. 2000, aufgrund einer weiteren Verschlechterung seines medizinischen Zustands, war er gezwungen, das reguläre Bildungssystem zu verlassen und begann, Unterricht zu Hause zu nehmen. In diesen Jahren, als er ans Bett gebunden war, begann er, Drehbuchschreiben zu studieren. 2011, nach zwei erfolgreichen veröffentlichten Werken, wurde er eingeladen, mit dem israelischen Viva-Kanal zu arbeiten, und er erschuf den Blog-Roman *Die letzte Falle*.

## Soziale Aktivität

### Gründung von Behindert, nicht halb ein Mensch
2015 begann Fridman eine Kampagne unter dem Slogan „Behindert, nicht halb ein Mensch“, um die Behindertenrente in Israel zu erhöhen, die eine der niedrigsten in den OECD-Ländern ist. Die Kampagne fand Unterstützung von einigen Prominenten und führte Fridman dazu, eine Rallye auf dem Rabin-Platz zu initiieren, an der Dutzende von verschiedenen Künstlern teilnahmen. Die Kampagne wurde viral.
Im Dezember 2015 schlug der Knesset-Abgeordnete Ilan Gilon ein Gesetz zur Behindertenrente auf dem Niveau des Mindestlohns vor, aber der Vorschlag wurde nicht verabschiedet.
Fridman wandte sich an den Vorsitzenden der Knesset, Juli-Joel Edelstein, und bat ihn, direkte Verhandlungen mit dem Kabinett von Israel zu fördern. Edelstein vermittelte zwischen Fridman und seinem Team sowie dem Minister für Sozialwohlfahrt, Haim Katz, dem Geschäftsführer des Finanzministeriums, Shai Babad, dem Geschäftsführer des Nationalen Versicherungsinstituts, Shlomo Mor-Yosef, und dem Kommissar für Gleichberechtigung von Menschen mit Behinderungen, Achiya Kamara.
Im April 2016 gründete Fridman die Vereinigung „Behindert, nicht halb ein Mensch“, die sich für einen unpolitischen Kampf zur Angleichung der Behindertenleistungen und zur Förderung weiterer Rechte für Menschen mit Behinderungen in Israel einsetzt.

### Erhöhung der Invalidenrente
Am 5. September 2017 traf sich der Vorsitzende der Histadrut, Avi Nissenkorn, mit Fridman sowie Vertretern anderer Behindertenorganisationen, führenden Aktivisten und Vertretern großer Gewerkschaften und erklärte ihre Unterstützung für den von Professor Yaron Zelekha vorgeschlagenen Plan mit einem Budget von 4 Milliarden NIS. Am 28. September 2017 versammelten sich Nissenkorn, die Knessetabgeordneten Ilan Gilon und David Bitan, Avi Simhon, Fridman und mehrere weitere Vertreter von Menschen mit Behinderungen zu einem Treffen, das über zwölf Stunden dauerte. Sie präsentierten ein Konzept, das auf dem Vorschlag von Zelekha basierte, jedoch zwei wesentliche Änderungen enthielt: eine zusätzliche Zuwendung von 150 Millionen NIS für 50.000 Kinder mit Behinderungen sowie eine Kopplung an den durchschnittlichen Lohn in der Wirtschaft. Am Ende des Treffens wurde ein Kompromiss in einem Budgetrahmen von 4,2 Milliarden NIS erzielt.
Nach monatelanger Verzögerung seitens der Regierung bei der Umsetzung des Abkommens kündigte Fridman am 11. Januar 2018 die Wiederaufnahme der Proteste an. Fridman und 34 führende Sozialorganisationen unterzeichneten einen Brief an Finanzminister Kahlon mit dem Titel „Taten statt Worte“, in dem die Verabschiedung des Gesetzes gefordert wurde. Am 12. Februar 2018 wurde das Gesetz in zweiter und dritter Lesung im Rahmen eines Haushalts von 4,34 Milliarden NIS verabschiedet und in das israelische Gesetzbuch aufgenommen. Ende März 2018, nach zahlreichen Protesten, wurde die Invalidenrente von 2.342 auf 3.272 NIS pro Monat erhöht.
Im Oktober 2024 stellte sich Fridman gegen die Absicht des Finanzministers Bezalel Smotrich, die geplante Erhöhung der Invalidenrenten im Jahr 2025 einzufrieren. Das vorgesehene Einfrieren wurde daraufhin zurückgenommen.

## Auszeichnungen
- Fridman wurde 2016 von „Jedi’ot Acharonot“ als eine der Persönlichkeiten des Jahres im sozialen Bereich ausgewählt.[21]

- Einer der Helden des Jahres der Zeitung „Israel HaYom“ (2016).[22]

- Einer der Einflussreichsten laut dem Wirtschaftsmagazin (2017).[22]

- Mann des Jahres in der Fernsehsendung „Paula und Leon“ (2017).[23]

- Im September 2018 wählte „Calcalist“ Fridman unter die hundert Menschen, die die Welt im Jahr 2018 am meisten beeinflusst haben, mit der Begründung: „Fridman fiel nicht nur durch sein Zielbewusstsein auf, sondern auch dadurch, dass er das mächtigste Medium der Behinderten nutzte – seine Facebook-Seite, über die seine Organisation gewachsen ist“ (2018).[24]

- Im Oktober 2018 wurde Fridman außerdem von der Zeitung „Vesti“ als einer der zehn einflussreichsten Einwanderer aus der Sowjetunion in die israelische Gesellschaft gewählt (2018).[25]

- Am 1. November 2018 erhielt Fridman bei der „Mann des Jahres 2018“-Zeremonie, die vom Sender „Channel Nine“ im „Gesher“-Theater in Jaffa veranstaltet wurde, den Preis in der Kategorie Gemeinwohl (2018).[26]

- Am 3. Dezember 2018, dem Internationalen Tag der Menschen mit Behinderung der Vereinten Nationen, erhielt Fridman eine Anerkennungsurkunde von Zvi Gov-Ari, dem Bürgermeister seiner Heimatstadt Javne (2018).[22]